# Ángel Barrios
Pour les articles homonymes, voir Barrios.
Ángel Barrios Fernández, né à Grenade en 1882 et mort à Madrid en 1964, est un compositeur et guitariste espagnol.

## Biographie
Ángel Barrios est né à Grenade le 4 janvier 1882. Il est le fils d'Eloísa Fernández et d'Antonio Barrios Tamayo, grande figure de la vie culturelle de Grenade. La maison de la famille Barrios devient un lieu incontournable du monde de l'art et le jeune Ángel anime avec son père la légendaire taverne "El Polinario", dont la plupart des habitués, comme Manuel de Falla ou les frères Francisco et Federico García Lorca, sont des membres du fameux Rinconcillo du café Alameda.
Ángel étudie l'harmonie, le violon et la guitare à Grenade, puis se perfectionne à Madrid avec le maître Conrado del Campo (1899), puis à Paris avec André Gedalge (1900), ville dans laquelle il rencontre Paul Dukas et Maurice Ravel.
Guitariste émérite, il fonde en 1900 le Trío Iberia, qui effectue des tournées dans toute l'Europe. 
Il est l'auteur de plusieurs opéras, en collaboration avec Conrado del Campo, comme El Avapiés, dont la première se joue au Teatro Real et La Lola se va a los puertos, au Grand Théâtre du Liceu de Barcelone (1955).
Il crée également des zarzuelas, comme La suerte, au Teatro Apolo, ou encore Granada mía, La romería et Seguidilla gitana sur un scénario de Muñoz Seca et de Pérez Fernández.
Faisant partie du monde intellectuel de Grenade, il participe au cercle littéraire du Rinconcillo, au Café Alameda, où se retrouvent, entre autres, Melchor Fernández Almagro, le peintre Manuel Angeles Ortiz, José Acosta Medina, José Mora Guarnido, l'ingénieur Juan José Santa Cruz, José et Manuel Fernández Montesinos, Constantino Ruiz Carnero, Francisco Soriano, Miguel Pizarro, Hermenegildo Lanz, Emilia Llanos ou encore le peintre Ismael González de la Serna.
Le 21 février 1924, il rejoint la Real Academia de Bellas Artes de Nuestra Señora de las Angustias, aux côtés de Manuel de Falla. De 1928 à 1939, il dirige le Conservatoire Royal de Grenade. 

## Œuvres
- Albaycinera, Danse andalouse.
- Alcaicería, farruca.
- Angelita, tango.
- Bolero Andaluz
- Le cotorro, bulerías.
- En las cuevas del Darro, suites.
- Farruca gitana.  Guajiras.
- Le madroño, bolero andalou.
- Periquín, polka.
- Periquitín enamorado de la Luna.
- Perruche et Cascajillo.
- El Zapateado.

## Postérité
- Musée Ángel Barrios (Museo-Legado Ángel Barrios), à l'intérieur de l'Alhambra, à Grenade.
- Conservatoire Ángel Barrios (Conservatorio Profesional de Música Ángel Barrios), calle Torre de los Picos, à Grenade.
- Une rue, la calle Ángel Barrios, porte également son nom à Grenade.